# Endromis versicolora
Endromis versicolora là một loài bướm đêm thuộc họ Endromidae. Nó được tìm thấy ở miền Cổ bắc.

## Mô tả
Sải cánh dài 50–70 mm.

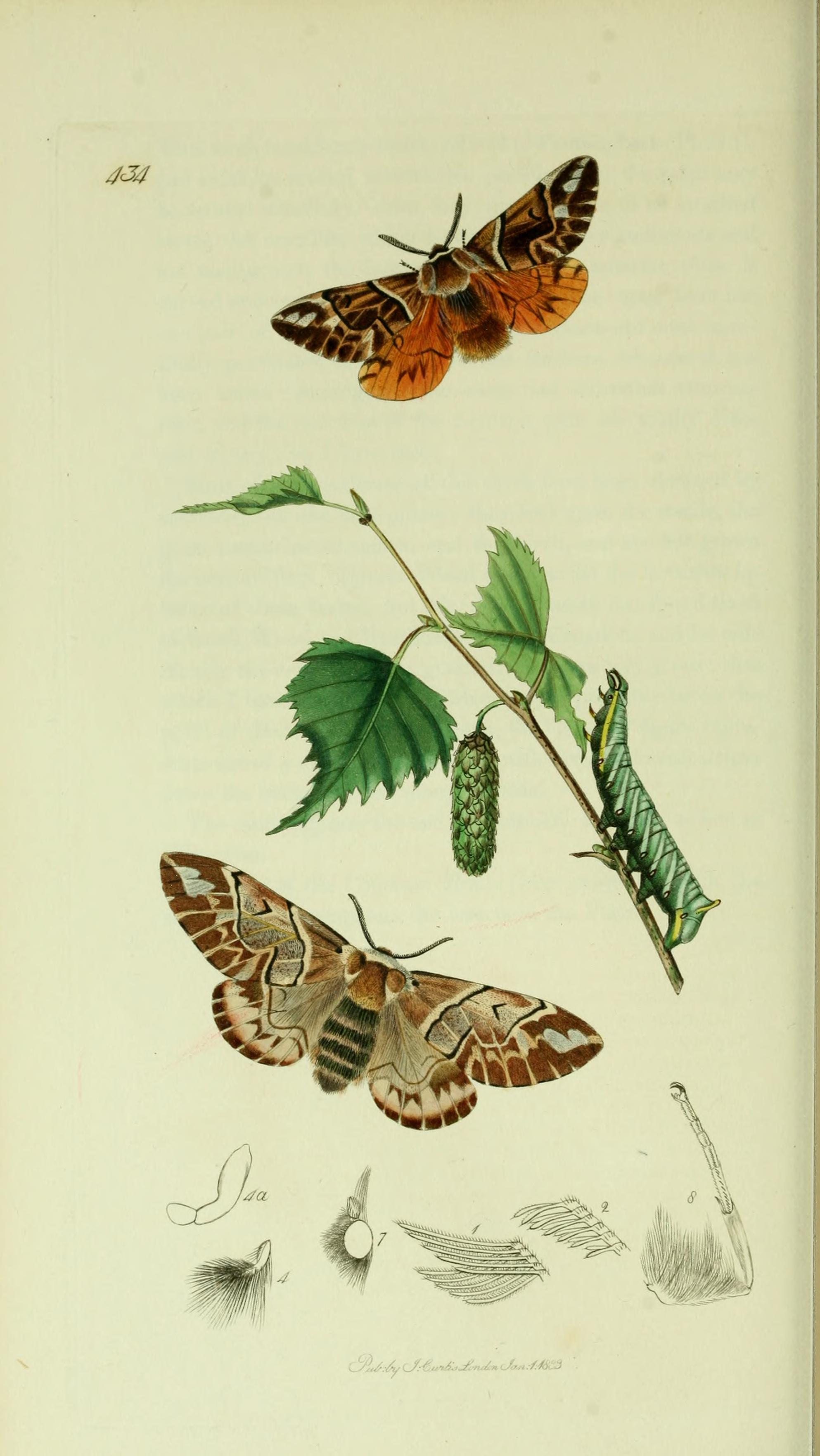
mô tả từ John Curtis's British Entomology Volume 5

Con bướm bay từ tháng Ba đến tháng Năm. Con cái có thân hình lớn hơn nhiều và nhạt màu hơn so với con đực, chỉ bay vào ban đêm để đẻ trứng. Con đực có thể phát hiện mùi của con cái từ khoảng cách lên đến 2 km và bay cả vào ban đêm và ban ngày.
Màu vàng đầu tiên, sau đó trứng màu nâu tím đẻ trong 2-3 "hàng" xung quanh chi nhánh mỏng của bạch dương. Sau 10-14 ngày nở sâu bướm đen.
Con sâu bướm chủ yếu ăn bạch dương (Betula sp.), nhưng còn ăn rất nhiều loại cây khác và cây bụi: Alnus sp, Corylus sp, Tilia sp, Carpinus sp.
Endromis versicolora cho chỉ có một, một lứa vào mùa xuân một năm, nó trải qua mùa đông như chrystalid trong kén mỏng, lỏng lẻo, nhưng mạnh mẽ vùi sâu trong đất.

## Hình ảnh

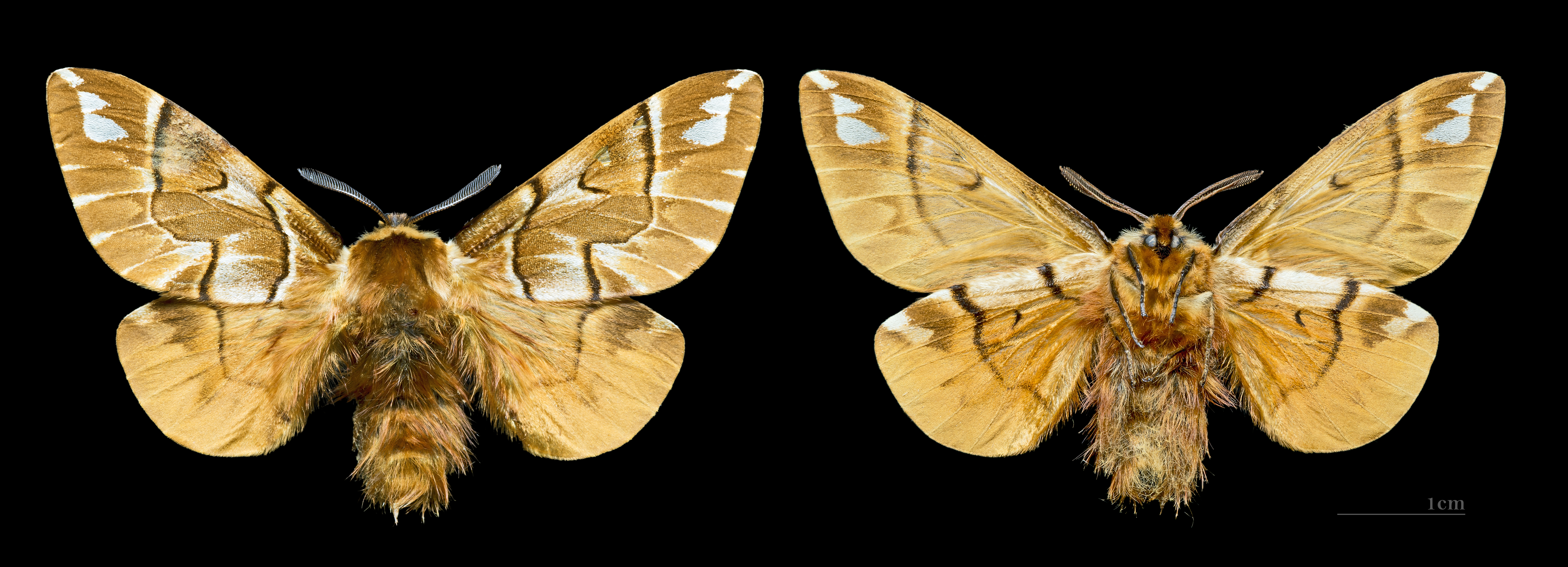